# WS001IN
WS001INとは、WILLCOM（ウィルコム）（当時）向けに供給された、W-SIM対応のネットインデックス（当時）社製のPHS音声端末である。ペットネームとして"TT"（Tiny Talk）が与えられている。

## 概要
釣り鐘をイメージしたストレート型端末で、同時発売されたWS002IN "DD"（Data Driver）・W-SIM RX410INと同様、インダストリアルデザイナーの山中俊治がデザインを担当している。
音声通話とライトメールおよびライトEメール（短文仕様Eメール）のみに対応しており、通常のEメール送受信機能やウェブブラウザ、カメラは搭載されていない。ただし、ライトEメールのサービスは2010年9月30日に終了となった。
2005年11月25日より、WS002IN・RX410INとのセットで、グリーン・レッド・ブルー各色3000組限定で発売された。それとは別に、2006年4月25日よりW-ZERO3（WS003SH）とのセット販売用として、ホワイトのモデルが登場している。